# Dino Pompanin
Dino Pompanin (Cortina d'Ampezzo, 18 marzo 1930 – Cavalese, 31 dicembre 2015) è stato uno sciatore alpino italiano.

## Biografia
Nato a Cortina d'Ampezzo, in provincia di Belluno, a 25 anni partecipò ai Giochi olimpici di Cortina d'Ampezzo 1956, nello slalom gigante, arrivando al 24º posto con il tempo di 3'22"4.
Dopo il ritiro fu maestro di sci ed allenatore.
Morì a fine 2015, a 85 anni.